# Natty Dominique
Anatie „Natty“ Dominique (* 2. August 1896 in New Orleans, Louisiana; † 30. August 1982 in Chicago, Illinois) war ein amerikanischer Jazztrompeter des New Orleans Jazz. Er spielte mit Johnny Dodds.
Natty Dominique war ein Schüler des legendären Manuel Perez, mit dem er in New Orleans spielte. Im Jahr 1913 zog er nach Chicago und spielte dort mit Jimmie Noone, Carroll Dickerson und ab 1925 hauptsächlich mit Johnny Dodds, wie in den Titeln Bullfiddle Blues, Weary City und Bucktown Stomp (1929) zu hören. Außerdem arbeitete er mit Jelly Roll Morton (1923). In den 1940er Jahren war Dominique mehrere Jahre als Musiker inaktiv und arbeitete am Chicagoer Flughafen. Ab den späten 1940er Jahren, im Zuge des Dixieland-Revivals, trat er wieder mit seiner Creole Dance Band, in der Johnnys jüngerer Bruder Baby Dodds mitwirkte. Er blieb bis in die 1960er Jahre aktiv und nahm 1954 das Album Natty Dominique and His New Orleans Hot Six auf.
Natty Dominique ist der Onkel des Trompeters und Bandleaders Don Albert (eigentlich Albert Dominique).